# Kamjani Potoky
Kamjani Potoky (ukr. Кам'яні Потоки) – wieś na Ukrainie, w obwodzie połtawskim, w rejonie krzemieńczuckim. W 2001 liczyła 3662 mieszkańców, spośród których 3401 wskazało jako ojczysty język ukraiński, 249 rosyjski, 5 mołdawski, 4 białoruski,  2 ormiański, a 1 romski.